# Темір (місто)
Темі́р (каз. Темір) — місто у складі Темірського району Актюбінської області Казахстану. Адміністративний центр Темірської міської адміністрації.
Населення — 2202 особи (2021; 2678 у 2009, 2310 у 1999, 3503 у 1989).